# 2230 Yunnan
2230 Yunnan è un asteroide della fascia principale. Scoperto nel 1978, presenta un'orbita caratterizzata da un semiasse maggiore pari a 2,8576444 UA e da un'eccentricità di 0,0626511, inclinata di 2,56475° rispetto all'eclittica.